# Sozialverhalten
Das Sozialverhalten umfasst alle Verhaltensweisen von Menschen und Tieren, die auf Reaktionen oder Aktionen von Individuen der eigenen Art abzielen. Sozialverhalten umfasst somit sowohl Formen des harmonischen Zusammenlebens als auch agonistisches (rivalisierendes) Verhalten.

## Sozialverhalten aus Sicht der Psychologie

### Überblick
Beim Menschen ist das Sozialverhalten das Verhalten im sozialen Gefüge: das Sprechen, der Blickkontakt, Verhandlungen und Auseinandersetzungen sowie die Körpersprache. Nach Kurt Lewin ist das Verhalten eines Individuums das Ergebnis aller in einer Situation wirkenden Bedingungen (Feldtheorie). Sozial relevantes Verhalten ist ein Geflecht an Verhaltenssequenzen, das sich in hunderten komplizierter sozialer Situationen bewähren muss. Es ist nicht nur hochkomplex, es reagiert auch sehr nuancenreich in vielerlei Situationen – und es kann an kaum sichtbaren Kleinigkeiten scheitern. Alle, die in einer modernen Gesellschaft aufwachsen, beherrschen dieses Geflecht sozialer Verhaltensketten in der Regel, die erforderlich sind, um sich in hunderten von Situationen dergestalt bewegen zu können, dass man erfolgreich aus ihnen hervorgeht.
Sozialverhalten muss deshalb erlernt werden (nicht nur beim Menschen). Im Kontakt mit den Eltern und Geschwistern erlernt schon der Säugling vom ersten Tag an, sich in sozialen Situationen zu bewegen. Der Prozess des Erlernens von sozial relevanten Verhaltensweisen ist langwierig; er dauert Jahre – und endet eigentlich nie. Säuglinge/Kinder, die die Möglichkeit intensiven Kontakts mit Bezugspersonen nur mangelhaft erhalten, haben später große Probleme sich in sozialen Situationen angemessen zu verhalten (siehe Bindungstheorie, Hospitalismus). 
Frühkindliche Situationen, die einen Mangel an Zuwendung und Sozialkontakt aufweisen, führen in der Regel zu sozial abweichenden Verhaltensweisen. Insofern ist der lebendige Kontakt mit Eltern, Erziehenden und/oder Geschwistern die beste Grundlage für das Lernprojekt Sozialverhalten. Problematische Situationen sind für Kinder und Säuglinge in dieser Hinsicht: Ablehnung des Kontakts, mangelnder Körperkontakt, zu wenig Interaktion sowie unangemessene Interaktionsfolgen wie Aggressivität, Vernachlässigung usw. Stellt man sich Sozialverhalten als Lernprozess vor, muss man auch davon ausgehen, dass dem Kind die Möglichkeit gegeben werden muss, das angemessene Verhalten zu lernen, demgemäß muss ihm zuvörderst der richtige Kontakt geboten werden.

### Sozialpsychologie
In der Sozialpsychologie stellte Kurt Lewin den Zusammenhang von Verhalten (V), Person (P) und Umwelt (U) fest, welcher sich als Funktion darstellen lässt:
- V = f (P, U)

Die unabhängigen Variablen (P- und U-Eigenschaften) beeinflussen dabei nicht summativ das Verhalten, sondern beeinflussen sich auch gegenseitig. Wahrnehmung (Perzeption) sowie Erkennen (Kognition) stellen dabei auch eine Form des Verhaltens dar, da es wie jedes andere Verhalten auch beobachtbar ist.

## Sozialverhalten aus Sicht der Pädagogik
Erziehende (Eltern, Erzieher, Lehrer) müssten daran interessiert sein, Kindern/Jugendlichen zu einem möglichst umfangreichen Repertoire sozial relevanter Verhaltensweisen zu verhelfen. Die Einübung solchen Verhaltens gewinnt damit einen hohen Stellenwert, gleichgültig wie die Methodik des Lehrens auch aussehen mag. Sozialverhalten zu vermitteln ist in gewissem Grade eine Langzeitaufgabe im Erziehungsprozess, an dessen Ende die Kompetenz des Kindes/Jugendlichen steht, mit möglichst vielen sozialen Situationen zurechtzukommen bzw. diese bearbeiten zu können. Dazu gehören z. B. erfolgversprechendes Konfliktverhalten in Gruppen, viele Arten von Kommunikation, Resilienz in schwierigen Situationen, sozial angemessene Reaktionen in diversen Situationen des alltäglichen Lebens usw.
Für den Verlauf dieses langwierigen Lernprozesses ist es von großer Bedeutung, dass Kindern mit Geduld und Verständnis begegnet wird. Kinder/Jugendliche müssen bei diesem Lernen Erfolgserlebnisse haben (Selbstverstärkung, Verstärkung durch die erziehenden Personen).

## Sozialverhalten aus Sicht der Verhaltensbiologie
Unter den Zweigen der Verhaltensbiologie beschäftigen sich vor allem die klassische vergleichende Verhaltensforschung, die Soziobiologie und die Verhaltensökologie mit dem Phänomen Sozialverhalten. Unter Sozialverhalten werden hier oft sämtliche beobachtbaren Aktivitäten der Tiere zusammengefasst, die der innerartlichen Verständigung dienen: also zum Beispiel auch Balz, Brutpflege (vgl. Eintrageverhalten bei Mäusen und Ratten), Stimmfühlungslaute und aggressive Auseinandersetzungen an den Revier-Grenzen (vgl. Territorialverhalten) sowie Beschwichtigungssignale, die der Aggressionshemmung dienen.
Einige Forscher fassen den Begriff allerdings wesentlich enger und beschränken ihn auf das Verhalten von Tieren, die mit bestimmten Artgenossen in einer dauerhaften Bindung leben, sei es paarweise, in einem Rudel, oder anderen sozialen Zusammenschlüssen mit Gruppenbindung. Die Zugehörigkeit zur Gruppe (bzw. Bindung) wird z. B. bei sozialen Insekten durch eine „Geruchsuniform“ signalisiert, bei sozialen Primaten beruht die Zugehörigkeit auf persönlicher Bekanntschaft. In einer Herde oder in einem Schwarm gibt es, von Eltern-Jungtierbindungen abgesehen, keine sozialen Bindungen.
Gelegentlich wird der Begriff Sozialverhalten auch auf die Verständigung von Tieren unterschiedlicher Arten angewandt, zum Beispiel bei Tieren, zwischen denen eine Symbiose besteht.
Für viele Verhaltensweisen und unterschiedlichste Tierarten konnte unter anderem mit Hilfe von Kaspar-Hauser-Versuchen nachgewiesen werden, dass wesentliche Elemente des Sozialverhaltens angeboren (also in den Genen verankert) sind und vererbt werden. Hierzu gehört beispielsweise das angeborene Erkennen bestimmter Merkmale anderer Individuen (Schlüsselreize).
Harry Harlow führte Experimente mit jungen Rhesusaffen durch, die völlig isoliert aufgezogen wurden. Aus ihnen ging klar hervor, dass Primaten (und dies gilt auch für viele andere Wirbeltiere) soziale Interaktionen benötigen, um ein normales Sozialverhalten zu entwickeln. Die Erfahrung kontinuierlicher Zuwendung durch erwachsene Individuen ist geradezu die Grundlage für den weiteren Verlauf gelingenden Lebens.